# Право на образование
Пра́во на образова́ние — одно из прав человека «второго поколения» (социально-экономических и культурных; аспект недискриминации может рассматриваться также как гражданское право первого поколения). Комитетом ООН по экономическим, социальным и культурным правам выделяются четыре основные характеристики права на образование: наличие, доступность (недискриминация, физическая и экономическая доступность), приемлемость и адаптируемость образования, а также указывает, что «право на образование может осуществляться лишь при наличии у преподавателей и учащихся академической свободы». Объём права на образование может быть различен для разных ступеней образования — так, Международный пакт об экономических, социальных и культурных правах предусматривает обязательность и бесплатность начального образования, но только постепенное введение бесплатного высшего образования. Отдельно может выделяться свобода образования.

## Нормативная основа
Право на образование продекларировано в статье 26 Всеобщей декларации прав человека, закреплено в статьях 13 и 14 Международного пакта об экономических, социальных и культурных правах, статьях 28 и 29 Конвенции о правах ребёнка, в статье 2 Первого протокола Европейской Конвенции о защите прав человека и основных свобод,  в статье 17 Пересмотренной Европейской социальной хартии, в статье 13 Сан-Сальвадорского протокола к Американской Конвенции о правах человека, в статье 17 Африканской хартии прав человека и народов, в статье 11 Африканской хартии прав и благосостояния ребёнка. Закреплено в статье 43 Конституции России, статье 112 Конституции Латвии, статье 41 Конституции Таджикистана.

## Судебная практика
К важнейшим делам о праве на образование (чаще всего — о запрете дискриминации в пользовании им) в международных судебных органах относятся ряд решений Постоянной палаты международного правосудия о школах меньшинств в Польше и Албании, Belgian linguistic case (1968), Kjeldsen, Busk Madsen and Pedersen v. Denmark (1976) и Д. Х. и другие против Чехии (2007) в Европейском Суде по правам человека, дела Hartikainen v. Finland (1981) и Уолдмен против Канады (1999) в КПЧ ООН.
В Верховном суде США к таким делам относятся Майер против Небраски (1923), Пирс против Сестринского общества (1925), Браун против Совета по образованию (1954), Гриффин против Школьного совета графства Принс-Эдвард (1964), Грин против Школьного совета графства Нью-Кент (1968), Висконсин против Йодера (1972) Независимый школьный округ Сан-Антонио против Родригеса (1973), Школьный округ Айленд-Триз против Пико (1982), Плайлер против Доу (1982), в Конституционном суде Латвии — дела о статьях 9 (2005) и 59 (2005) Закона об образовании.

## История
Статья 22 Декларации прав человека и гражданина якобинской Конституции I года (1793) ставила задачей общества доступность образования для каждого. Статья 157 германской Конституции Паульскирхе 1848 года предусматривала бесплатность начального образования.
Первой право на образование на конституционном уровне закрепила Мексика (в 1917 году).
В России доступ к образованию был признан на конституционном уровне задачей государства статьей 17 Конституции РСФСР 1918 года. Право на образование с указанием на обязательства государства было впервые закреплено статьей 121 Конституции СССР 1936 года.